# Service médico-psychologique régional
Le service médico-psychologique régional (SMPR) est une unité de soins en santé mentale présent en France au sein d'un établissement pénitentiaire.
Créés initialement par le décret n° 86-602, du 14 mars 1986, dans le cadre des secteurs de psychiatrie, leur forme actuelle est définie par le décret du 10 mai 1995. Ils sont en 2014 au nombre de 26 sur l'ensemble du territoire. L’article L 714-20 du Code de la Santé Publique les définit comme des services hospitaliers à part entière de l’établissement de santé auxquels ils sont rattachés.

## Missions des SMPR
Ces unités de soins assurent la prévention, le diagnostic et les soins des troubles psychiques en détention au bénéfice de la population pénale de l'établissement dans l'établissement ou le SMPR est présent où, en provenance des établissements pénitentiaires de la région. Après un entretien systématique à l’arrivée pour dépister les éventuels troubles, l'équipe prodigue des soins psychologiques et psychiatriques (entretiens individuels, prises en charge groupales ou familiales), après échanges en équipes pluridisciplinaires.
N'étant pas présents dans tous les établissements pénitentiaires, les SMPR assurent une mission régionale de coordination et d'information auprès des unités sanitaires des autres lieux de détention de la région, Il peut ainsi être prévu des transferts de lieux de détention pour une prise en charge au sein du SMPR de la région.

## Évolution de la psychiatrie pénitentiaire
Le plan d’actions stratégiques rendu public le 28 octobre 2010 a redéfini l'organisation du dispositif de soins psychiatriques pour la prise en charge des personnes détenues. Ce schéma de réorganisation issu des travaux conduits en 2009/2010 avec le concours de l’ensemble des professionnels concernés est le schéma suivant avec trois niveaux de soins :
- le niveau 1 : correspond aux soins ambulatoires incluant des activités ambulatoires (consultations et activités de groupe) (au sein de chaque établissement pénitentiaire) ;
- le niveau 2 : inclut une activité d’hospitalisation de jour organisée au sein de l’unité sanitaire (au sein d'un établissement pénitentiaire de référence au niveau régional) ;
- le niveau 3 : porte sur les hospitalisations à temps complet avec et sans consentement en milieu hospitalier (au sein des UHSA).

Le rôle spécifique des SMPR a été redéfini. Ceux-ci sont essentiellement orientés vers une mission de coordination au niveau régional et de formation. À terme, toutes les régions devront disposer d’au moins une unité sanitaire de niveau II. Les établissements pénitentiaires dotés aujourd’hui d’un SMPR répondent à cette qualification lorsque cette activité est effective.

## Histoire de la psychiatrie en prison
Les fous étaient mêlés aux délinquants peu avant la Révolution française. Trois types d’établissements accueillent des « insensés » : Les maisons de force où ils font l’objet de lettres de cachet (20 % de leurs ressortissants ont été considérés comme malades mentaux. Certaines se spécialisent dans cette population) ; Les hôpitaux généraux et les dépôts de mendicité où l’on retrouve également 20 % de malades mentaux.
Le code pénal de 1810 avec l'institution de l'irresponsabilité pénale pour état de démence (art. 64 de l'ancien code pénal) va permettre un premier « tri » des insensés incarcérés.
La loi de juin 1838 fera suite à cet article du code pénal en instituant des établissements spécialisés pour accueillir les malades mentaux. En 1876 : création de la Maison centrale de Gaillon pour condamnés aliénés et épileptiques. En 1900 : quartier de sûreté à l’hôpital psychiatrique de Villejuif pour les aliénés criminels, vicieux, difficiles, habitués des asiles ; en 1927 : services d’examens psychiatriques à Loos-Lez-Lille et en 1936 services d’examens psychiatriques à La Santé, Fresnes et La Petite Roquette.
La Charte de la Réforme pénitentiaire de P. Amor de 1945 préconise la mise en place dans chaque établissement pénitentiaire d’un service social et médicopsychologique afin « d’éclairer la justice par le dépistage et le traitement des délinquants mentalement anormaux ». En 1958, le Code de Procédure pénale officialise l'existence de consultations d'hygiène mentale dans les maisons d'arrêt (art. D 395) et de services psychiatriques (art. D 397), mais il n'en définit pas les statuts. L' Administration pénitentiaire (AP) recrute alors des médecins psychiatres à la vacation ainsi que des infirmiers appartenant aux corps des infirmiers pénitentiaires et des infirmiers de la Croix Rouge.
En 1967, la circulaire AP 67-16 du 30 septembre crée les centres médicopsychologiques régionaux (CMPR), nouvelle appellation des services et annexes psychiatriques. Pour la première fois, un texte législatif incite à un travail thérapeutique. Ainsi, les CMPR doivent fournir une assistance médico-psychologique à la population pénale des M.A., voire le cas échéant, des établissements pour peines. Mais cette circulaire place le personnel médical, bien que rémunéré par une structure sanitaire, sous l'autorité du chef de l'établissement pénitentiaire.
En 1977, la circulaire interministérielle Santé-Justice du 28 mars 1977 fixe la base réglementaire du fonctionnement des dix-sept CMPR qui se mettent progressivement en place sur le territoire national (quartier distinct de la plus grosse Maison d'Arrêt, instauration de la double tutelle administration pénitentiaire et administration de la santé publique, indépendance technique de l'équipe médicale et paramédicale des CMPR). Elle fixe aussi deux modes d'interventions : une intervention de type extrahospitalier confiée aux SMPR et une intervention plus ponctuelle et lourde, régie par l'article D 398 du Code de Procédure Pénale et autorisant le transfert en hôpital psychiatrique sous le régime du placement d'office des détenus présentant des troubles mentaux rendant impossible leur maintien dans un cadre carcéral.
En 1986, le décret 86-802 du 14 mars 1986 créé un troisième type de secteur qui n’existait pas auparavant, le secteur de psychiatrie en milieu pénitentiaire, celui-ci étant chargé de répondre aux besoins de santé mentale de la population incarcérée dans les établissements relevant d’une région pénitentiaire. Ainsi, dans chaque région pénitentiaire, sont créés un ou plusieurs secteurs de psychiatrie en milieu pénitentiaire ; chacun, rattaché à un établissement hospitalier public, comporte un Service médico-psychologique régional (SMPR) aménagé dans un établissement pénitentiaire et composé d’une équipe pluridisciplinaire placée sous l’autorité d’un psychiatre, praticien hospitalier, chef de service.
En 2005 puis en 2012, une circulaire interministérielle publie officiellement un guide méthodologique sur la prise en charge sanitaire des personnes placées sous main de justice.

## Liste des SMPR en France
Il existe 29 SMPR au sein du territoire français, chacun présent dans un établissement pénitentiaire :
- maison d'arrêt d'Amiens ;
- centre pénitentiaire de Basse-Terre ;
- maison d'arrêt de Bois-d'Arcy ;
- maison d'arrêt de Bordeaux-Gradignan ;
- maison d'arrêt de Caen ;
- centre pénitentiaire de Caen
- maison d'arrêt de Châlons-en-Champagne ;
- centre pénitentiaire de Châteauroux ;
- maison d'arrêt de Dijon ;
- maison d'arrêt de Fleury-Mérogis ;
- centre pénitentiaire de Ducos (Martinique) ;
- centre pénitentiaire de Fresnes ;
- maison d'arrêt de Grenoble-Varces ;
- centre pénitentiaire de La Plaine-des-Galets ;
- centre pénitentiaire de Lille-Loos-Sequedin ;
- centre pénitentiaire de Lille-Annœullin ;
- maison d'arrêt de Lyon-Corbas ;
- centre pénitentiaire de Marseille-les Baumettes ;
- centre pénitentiaire de Metz-Queuleu ;
- centre pénitentiaire de Nantes ;
- maison d'arrêt de Nice ;
- centre pénitentiaire d'Orléans-Saran ;
- maison d'arrêt de Paris-la Santé ;
- centre pénitentiaire de Perpignan ;
- maison d'arrêt de Poitiers ;
- maison d'arrêt de Rennes ;
- maison d'arrêt de Rouen ;
- maison d'arrêt de Strasbourg ;
- maison d'arrêt de Toulouse.